# Sigmatomera felix
Sigmatomera felix är en tvåvingeart som beskrevs av Alexander 1957. Sigmatomera felix ingår i släktet Sigmatomera och familjen småharkrankar.
Artens utbredningsområde är Peru. Inga underarter finns listade i Catalogue of Life.